# 오고웨마리팀주

오고웨마리팀 주

오고웨마리팀주(프랑스어: Ogooué-Maritime)는 가봉의 주로 주도는 포르장티이며 면적은 22,890km2, 인구는 128,774명(2010년 기준)이다. 서쪽으로는 대서양, 북쪽으로는 에스튀에르 주, 북동쪽으로는 무아얭오고웨 주, 동쪽으로는 응구니에 주, 남동쪽으로는 냥가 주와 접한다. 3개 현을 관할한다.